# 维托里奥·柳比奇
维托里奥·柳比奇（義大利語：Vittorio Gliubich，1902年—1984年），原名维克托·柳比奇，意大利男子赛艇运动员。他曾代表意大利参加1924年夏季奥林匹克运动会赛艇比赛，获得八人单桨有舵手铜牌。